# Comuna Novofastiv, Pohrebîșce
Novofastiv (în ucraineană Новофастів) este o comună în raionul Pohrebîșce, regiunea Vinnița, Ucraina, formată din satele Burkivți și Novofastiv (reședința).

## Demografie
Componența lingvistică a satului Novofastiv
     Ucraineană (98,71%)
     Rusă (1,1%)
     Alte limbi (0,09%)
Conform recensământului din 2001, majoritatea populației satului Novofastiv era vorbitoare de ucraineană (98,71%), existând în minoritate și vorbitori de rusă (1,1%).